# 怕飞
《怕飞》是艾瑞卡·琼1973年的小说，其中对女性性欲的态度颇受争议，在第二波女权运动中颇有影响。
小说是以女主角——一位29岁的诗人Isadora Zelda White Stollerman Wing的口吻叙述的。在她与第二任丈夫到维也纳的旅行途中，Isadora决定尽情幻想与其他男人的性关系。在小说中"zipless fuck"是指一种与陌生人的性遭遇，这位陌生人不会再与自己相见，无人会知晓有人曾认识到它曾经发生过。
该书在身陷不完满婚姻中的妇女间引起了共鸣，在全世界卖出了超过两千万本。琼否认该书是自传性的，但承认有自传的因素。